# Еуфант
Еуфант Олинтски (грч. Εὔφαντος; fl. око 320. пре нове ере) био је филозоф мегарске школе, историчар и песник.
Био је ученик Еубулида из Милета и учитељ Антигона II Гоната, краља Македоније. Написао је многе трагедије, које су наишле на добар пријем на играма. Написао је и веома цењено дело О краљевству (грч. Περὶ Βασιλείας), упућено Антигону, о историји тог доба.
Доживео је дубокоу старост.
Атенеј се позива на Еуфанта говорећи о појединостима о Птолемеју III Еуергету из Египта, који је владао много касније. Неслагање је објашњено на различите начине, претпоставком о постојању другог Еуфанта у Египту, или изменом „III“ у „I“.